# V-31
La V-31 est une autoroute urbaine qui permet d'accéder à Valence depuis les autoroutes A-7 et AP-7 en venant du sud (Benidorm, Albacete, Alicante...)
Elle débute à Silla au sud de l'agglomération sur le prolongement de l'A-7 au niveau du croisement avec l'AP-7 et où elle dessert toutes les communes du sud de la ville (Silla, Catarroja, Sedavi...) ainsi que toutes les zones industrielles.
Elle est composée de 13 échangeurs jusqu'à Valence.

## Tracé
- Elle débute au sud-ouest de Silla au niveau du croisement entre l'AP-7 et l'A-7.
- Elle dessert les communes du sud de l'agglomération (Silla, Catarroja, Sedavi...) le long du Parc naturel de La Albufera.
- La V-31 croise la CV-33 qui la relie à l'A-7 via Torrent.
- Elle traverse toutes les zones industrielles de Silla, Albal, Massanassa...
- Elle se termine en se connectant au périphérique (V-30) sur le prolongement de l'Avenida Ausias March

### Référence
- Nomenclature